# Institut supérieur d'électronique de Paris
« ISEP » redirige ici. Pour les articles homophones, voir ISEPP et ISSEP.
Pour les articles homonymes, voir Isep (homonymie).
L’Isep (prononcé [i.zɛp])  est une école d'ingénieurs privée du numérique située à la fois dans le 6e arrondissement de Paris et à Issy-les-Moulineaux. Elle forme des ingénieurs dans les domaines de : l'électronique, l'informatique, les télécommunications et réseaux et le multimédia. Rattachée à l'Institut catholique de Paris, elle est membre de la Conférence des grandes écoles et fait partie de la Fédération des établissements d'enseignement supérieur d'intérêt collectif (Fesic).
C'est l'une des 204 écoles d'ingénieurs françaises accréditées au 1er septembre 2020 à délivrer un diplôme d'ingénieur.
Le diplôme délivré par l'Isep a été reconnu par la Commission des titres d'ingénieur dès la fin de l'année 1959. En 2014, l'Isep compte 5 647 diplômés en activité.

## Historique

### L'Isep (Institut supérieur d'électronique de Paris)
L'idée originelle de la fondation de l'Isep revient à Norbert Ségard, professeur à la Faculté des sciences de l'Institut catholique de Lille, qui en parla avec l'abbé Jacques Valentin, professeur à la Faculté des sciences de l'Institut catholique de Paris.
Ce dernier convainc Émile Blanchet, recteur de l'Institut catholique de Paris (ICP), de créer une école spécialisée dans l'électronique, pari audacieux pour l'époque puisque le transistor n'avait été inventé que quelques années auparavant (en 1947).
L'abbé Jean Vieillard, alors préfet de la classe Terminales à l'Institution Notre-Dame de Sainte-Croix, et connaisseur via ses études du contexte professionnel (il est ancien élève de l'École polytechnique et son père, Georges Vieillard est directeur général de la société Bull) est choisi pour mener à bien le projet et en devient directeur. Il le reste ensuite pendant trente années.
Dès l'origine, il a été décidé d'entretenir des relations étroites avec les entreprises, de donner aux futurs ingénieurs une formation scientifique et technique théorique mais aussi de laisser une grande part à l'expérimentation avec le souci de former des ingénieurs rapidement opérationnels. La formation humaine a également, depuis le début, occupé une place significative.
En 1955 : création de l'Isep sur les lieux mêmes où Édouard Branly, professeur de physique à l'Institut catholique de Paris (au 21, rue d'Assas), découvrait en 1890 le cohéreur qui allait conduire à l'invention de la TSF.
Fin 1959, l'école est habilitée à délivrer un diplôme d'ingénieur reconnu par la Commission des titres d'ingénieur (CTI). En 1969 : l'école s'associe à 18 autres grandes écoles du secteur privé catholique au sein de la FESIC (« Fédération d'écoles supérieures d'ingénieurs et de cadres », puis « Fédération des établissements d'enseignement supérieur d'intérêt collectif ». L'école est reconnue par l'État en 1971. Le nouveau bâtiment rue Notre-Dame des Champs est construit en 1987, puis en 1988, les classes préparatoires intégrées sont mises sous contrat et les promotions sont doublées. (moitié classes préparatoires intégrées / moitié classes préparatoires classiques). L'apprentissage, pédagogie alors innovante dans les écoles d'ingénieurs, est mis en place en 1996, les mastères spécialisés en 2006. En 2011, la CTI renouvelle l'habilitation pour six ans ; l'Isep obtient le label EUR-ACE. Le campus d’Issy-les-Moulineaux est ouvert en 2014. En 2015, l'Isep est habilitée « Établissement d'enseignement supérieur privé d'intérêt général » (EESPIG). L'habilitation CTI est renouvelée en 2018 pour six ans et l'habilitation EESPIG renouvelée en 2019.
Début 2010, « le sigle ISEP est officiellement abandonné au profit d'une écriture en minuscule. Le graphisme qui accompagne le logo est également remplacé par trois fenêtres qui symbolisent à la fois l'écran, thème fort de l'informatique et interface de travail, mais aussi l'ouverture et la communication ».

### Directeurs généraux
- Jean Vieillard (1922-2015) : 1955 - août 1986
- François Massot (1931-2023[10]) : septembre 1986 - août 1993
- Jacques Caumartin : septembre 1993 - août 1995
- Jean Fonteneau : septembre 1995 - août 1999
- Michel Ciazynski : septembre 1999 - mai 2017[11]
- Dieudonné Abboud : mai 2017 - juillet 2022
- Aline Aubertin : depuis juillet 2022.

## Localisation
L'école comprend deux campus. Le premier, situé au 28 rue Notre-Dame-des-Champs dans le 6e arrondissement de Paris (à l'angle de la rue du Montparnasse) et construit en 1987 sur une partie du terrain du Collège Stanislas, regroupe depuis 1988 des salles de cours, salle de conférences et un foyer des élèves au sous-sol. Le second, situé au 10 rue de Vanves à Issy-les-Moulineaux, ancien "bâtiment Notre-Dame de Lorette" du Séminaire Saint-Sulpice, accueille une partie des cours depuis la rentrée 2014.
Historiquement, l'Isep était installée au sein de l'Institut catholique de Paris (21, rue d'Assas), bâtiment que l'école a quitté en août 2014 pour les locaux plus vastes d'Issy-les-Moulineaux.

## Admission
L'entrée à l'Isep se fait :
- après le bac en cycle préparatoire associé, communément baptisé « prépa intégrée » sur concours « Puissance Alpha » de la Fédération des établissements d'enseignement supérieur d'intérêt collectif (FESIC) ;
- après le bac en cycle intégré international sur concours « Puissance Alpha » et à la suite d'un entretien de motivation ;
- ou directement en cycle ingénieur (sur concours après des classes préparatoires, ou un diplôme : DUT, licence, master).

## Cursus

### Classes préparatoires associées / intégrées
Le cycle préparatoire dure deux ans. Il donne aux élèves à la fois des méthodes de travail et les connaissances fondamentales.
Les classes préparatoires associées (intégrées) de l'Isep sont sous contrat avec l'État grâce à un accord avec le Collège Stanislas de Paris. Le cursus suit donc le programme d'une MPSI la première année et d'une PSI la seconde année. La formation est renforcée en langues étrangères et en travaux pratiques de physique.
L'Isep offre également une formation en cycle préparatoire intégré international (CII), équilibré autour de trois d'enseignements : les sciences fondamentales, les techniques et technologies ainsi que le management. La dimension internationale de ce cycle se réalise en deux temps, lors d'un Summer School lors de la première année et d'un semestre académique à l'étranger à l'issue de la deuxième année.
Libérés de la préparation des concours, une grande majorité des élèves intègrent le cycle ingénieur après les deux années préparatoires.

### Cycle ingénieur
Le cycle ingénieur dure trois années.
Deux filières sont proposées à l'étudiant : la filière classique ou la filière par apprentissage (en 2 ou 3 ans) avec un rythme d'alternance de deux jours / trois jours effectués alternativement en entreprise et à l'Isep.
L'architecture des cours et des parcours a pour visée de former un ingénieur généraliste dans les domaines du numérique électronique, télécommunications, multimédia et informatique (2e et 3e année) .
À l'issue de sa première année d'études, l'élève a une première période de stage obligatoire de 5 mois minimum.
L'Isep propose aux élèves, dès la fin de la première année du cycle ingénieur, de choisir parmi 8 parcours de spécialisation en 2e et 3e année.
Les parcours proposés à l'Isep sont :
- architecte des systèmes d'information ;
- ingénieur en Business Intelligence ;
- ingénieur logiciel ;
- ingénieur en intelligence artificielle ;
- architecte en objets et systèmes connectés ;
- ingénieur sécurité numérique et réseaux ;
- concepteur de systèmes embarqués ;
- innovation et création d'entreprise;
- ergonomie et interfaces numériques.

L'étudiant a aussi la possibilité de choisir l'une des options des cinq écoles partenaires de la FESIC (ESEO et groupe ISEN) ou de poursuivre sa formation à l'étranger.
Lors de la troisième année, les élèves effectuent tous un échange académique dans l'une des 130 universités partenaires de l'Isep. La formation des élèves se clôture par un stage de fin d'études d'une durée obligatoire de cinq mois.

### Formation continue
L'Isep propose également des cursus de formation continue :
- Mastère Spécialisé® « Management et protection des données à caractère personnel » (qui forme les « Correspondants Informatique & Libertés »), en partenariat avec l'Association française des correspondants à la protection des données à caractère personnel.

Ce cursus est assurés par l'entité Isep Formation Continue.

### Échanges internationaux
Les étudiants de l'Isep ont la possibilité d'effectuer en 3e année un séjour d'études à l'étranger de six mois ou un an, avec la possibilité dans certains cas d'obtenir deux diplômes. Les étudiants du cycle international peuvent également effectuer un semestre à l'étranger au second semestre de la seconde année du cycle préparatoire.
En plus des accords bilatéraux conclus avec des universités étrangères (plus de 110 au total dans 43 pays sur cinq continents), l'Isep adhère à de nombreux programmes d'échanges : AE3 aux États-Unis, LAE3 en Amérique latine, ASE3 en Asie, CREPUQ au Québec.

## Recherche
La recherche à l’Isep est organisée dans le cadre du laboratoire LISITE (Laboratoire d’informatique, signal et image, électronique et télécommunication).
Ce laboratoire a été dirigé par Amara Amara (2005-2017), puis par Raja Chiky (2017-2019), Carlos Bader (2020-2021), et enfin Lionel Trojman (2021-?). Il est constitué d’équipes de recherche impliquées dans de nombreux projets multidisciplinaires en collaboration avec des partenaires industriels et académiques. Le LISITE est par ailleurs depuis 2013 membre associé de l'école doctorale Édite de Paris (École doctorale informatique, télécommunications et électronique) située à Sorbonne Université.
En 2019, le laboratoire compte 22 enseignants-chercheurs permanents dont cinq sont titulaires de l'habilitation à diriger les recherches (HDR), ainsi qu'une quinzaine de doctorants, post-doctorants et chercheurs invités. Il est divisé en deux équipes de recherches :
- l'équipe Électronique, communication et sécurité (ECoS), qui traite des problématiques historiques de l'école telles que la micro et la nano électronique, l'électronique verte, mais également des problématiques innovantes du domaines des télécommunications telles que l'internet du futur avec la 5G et la 6G ;
- l'équipe Sciences des données et traitement du signal et images (DaSSIP), qui s'intéresse à divers aspects de l'analyse d'image (en particulier pour l'imagerie médicale ou satellite appliquée à l'environnement), de l'apprentissage automatique (Machine Learning), ainsi que des multiples aspects du traitement des données et du signal.

Outre les fonctions habituelles d'un laboratoire de recherche, la recherche à l'Isep s'intéresse également à l'innovation pédagogique et aux sciences de l'éducation en particulier via des études sur les méthodes d'apprentissage de la programmation effectuées en collaboration avec des psychologues et des professeurs de lycée.
Par ailleurs, les enseignants-chercheurs du laboratoire proposent en deuxième année de cursus ingénieur un module d'initiation à la recherche destiné à présenter les métiers et problématiques de la recherche aux futurs ingénieurs isépiens, et à susciter des vocations et des poursuites d'étude en doctorat.

## Classements
L'école est classée comme suit par les principaux médias par rapport aux autres écoles d'ingénieurs françaises :
| Nom  | L’Étudiant | L'Usine nouvelle | Daur Rankings |
| ---- | ---------- | ---------------- | ------------- |
| 2024 | 121        | 32               | 140           |
| 2023 | 59         | 21               | -             |
| 2022 | 43         | 21               | 93            |
| 2021 | 60         | 16               | 112           |
| 2020 | 86         | 28               | 79            |
| 2019 | 78         | 27               | 78            |
| 2018 | 86         | 23               | -             |
| 2017 | 48         | 11               | -             |
| 2016 | 26         | 16               | -             |

## Personnalités

### Anciens élèves
- Muriel Tramis (promotion 1981), conceptrice française de jeu vidéo, chevalier de la Légion d'honneur.

### Enseignants
- Michel-Henri Carpentier, radar
- Alice Recoque, informatique

## Vie associative
La vie associative est très développée à l'Isep, tant durant les études (plus de 50 associations ont été créées par les élèves depuis dix ans) qu'après.
L'association la plus ancienne, créée dès 1955, est la Communauté chrétienne de l'Isep (CCI).
Junior Isep, la Junior-Entreprise créée en 1984, a été primée plusieurs fois par des labels et prix. Elle remporte notamment le titre de meilleure Junior Entreprise Ingénieur française en 2014. En 2018, elle remporte le prix de l'engagement et en 2020, le prix du meilleur accompagnement des consultants ainsi que le prix du meilleur projet à impacts positifs. Elle est reconnue en 2021 par la Confédération nationale des Junior-Entreprises (CNJE) comme l'une des 3 meilleures Junior-Entreprises de France,.
L'association ISEP Alumni, déclarée le 7 avril 2012) est issue de l'ancienne association « AAEISEP » (Association des anciens élèves de l'Institut supérieur d'électronique de Paris), cette dernière avait été déclarée le 17 novembre 1962 remplaçant la première association « SAEISEP » (Société des anciens élèves de l'Institut supérieur d'électronique de Paris, créée en 1960 et dissoute le 14 mai 1965). Depuis l'origine de la création de l'AAEISEP, douze présidents se sont succédé,,.

## Pour approfondir